# Pamela Rosenkranz
Pamela Rosenkranz (geboren in 1979 in Altdorf, Uri, Zwitserland) is een Zwitserse hedendaagse die conceptuele en multimediale werken maakt middels licht en vloeistof. Thema's als de menselijke perceptie op het ecosysteem en haar invloed hierop en combineert het synthetische met het organische in installaties, beeldhouwkunst, schilderkunst en performances. Ze woont en werkt in Zurich en wordt vertegenwoordigd door Karma International.

## Opleiding en carrière
Rosenkranz studeerde in 2004 af van de Academie van de Schone Kunsten in Bern, Zwitserland. Hierna rond ze in 2005 de master Vergelijkende Literatuurwetenschap op de Universiteit van Zurich, Zwitserland. In 2012 voltooide ze een onafhankelijke residentie aan de Rijksakademie in Amsterdam.
Rosenkranz haar esthetische keuzes worden vaak beïnvloed door een uitgebreid onderzoek op gebieden variërend van marketing en geneeskunde tot filosofie en religie. Haar gebruik van glas, plastic waterflessen en vloeistofreflecterende oppervlakken komt voort uit haar interesse in lichamelijkheid, zoals blijkt uit de tentoonstelling Open Source: Art at the Eclipse of Capitalism uit 2015. Glanzende, reflecterende oppervlakken bieden Rosenkranz' werk een manier om lichamelijkheid tot stand te brengen en te interageren met hun omgeving. De biologische en medische implicaties van licht zijn belangrijk voor de kunstenaar, omdat licht invloed heeft op het menselijk lichaam. Water als medium staat voor zuiverheid en ontgifting, maar in werkelijkheid bevatten de plastic flessen waarin water wordt geleverd bacteriën en hormoonkolonies.
In 2016 won ze de Paul Boesch prijs, gegeven in Bern, Zwitserland. In 2025 de Swiss Grand Award voor Art/Priz Meret Oppenheim. 

## Tentoonstellingen
Toen ze nog studeerde aan de Academie voor Schone Kunsten in Bern, nam Rosenkranz deel aan zowel de 5e Biënnale van Berlijn als Manifesta 7 in Trentino, Italië. In 2010 exposeerde Rosenkranz solo met de titel No Core in het Centre d'Art Contemporain Geneve en met Untouched by Man in de Duitse Kunstverein Braunschweig .
Rosenkranz's eerste solotentoonstelling in de Miguel Abreu Gallery in 2012, Because They Try to Bore Holes, bracht kunst terug tot zijn materiële elementen.
In 2015 exposeerde Rosenkranz Open Source: Art at the Eclipse of Capitalism. Later dat jaar vertegenwoordigde ze Zwitserland op de Biënnale van Venetië met een meeslepende installatie van immateriële elementen getiteld Our Product.
In 2018 debuteerde Rosenkranz met Amazon Spirits (Green Blood) bij Karma International in Zürich om de kruising tussen het Amazonewoud en amazon.com, Inc. te verkennen.
In haar tentoonstelling Evian Waters uit 2019 belichtte Rosenkranz de chemische en natuurlijke componenten die ten grondslag liggen aan begrippen als eeuwige jeugd en zuiverheid.
In 2025 exposeert Rosenkranz voor het eerst in Nederland met een solotentoonstelling Liquid Body in het Stedelijk Museum in Amsterdam.